# 7501 Farra
7501 Farra (1996 VD3) là một tiểu hành tinh nằm phía ngoài của vành đai chính.